# Nicolás Orsini
Nicolás Orsini (* 12. September 1994 in Morteros) ist ein argentinisch-italienischer Fußballspieler.

## Karriere
Orsini begann seine Karriere in seiner Heimatstadt bei Tiro Federal Morteros. Im Sommer 2013 wechselte er zum Erstligisten Atlético de Rafaela. Im September 2013 gab er gegen den CD Godoy Cruz sein Debüt in der Primera División. Im Januar 2016 wechselte er zum japanischen Zweitligisten Tokushima Vortis, wurde jedoch im Februar desselben Jahres an den südkoreanischen Zweitligisten FC Anyang verliehen.
Nach sieben Spielen für Anyang, in denen er einen Treffer verbuchen konnte, wurde er im August 2016 an den österreichischen Zweitligisten SV Horn weiterverliehen. Mit den Hornern musste er aus der zweiten Liga absteigen.
Im Juli 2017 wurde er an den japanischen Zweitligisten Fagiano Okayama verliehen. Danach ging er per Leihe nach Paraguay zu Sportivo Luqueño. Anschließend wechselte er zurück nach Argentinien, wo er über CA Sarmiento und CA Lanús bei den Boca Juniors landete. Diese verliehen ihn zu Unión de Santa Fe. Seit März 2025 ist er bis Ende des Jahres an CA Platense verliehen.